# Дубойс (Вайоминг)
Ду́бойс (англ. Dubois, Wyoming) — город, расположенный в округе Фримонт (штат Вайоминг, США) с населением в 962 человека по статистическим данным переписи 2000 года.

## География
По данным Бюро переписи населения США, город Дубойс имеет общую площадь в 6,73 квадратных километров, водных ресурсов в черте населённого пункта не имеется.
Город Дубойс расположен на высоте 2117 метров над уровнем моря.

## История

Петроглифы индейцев племени шошонов, найденные в окрестностях города Дубойс

Изначально населённый пункт, на месте которого образовался нынешний Дубойс, был известен под названием Never Sweat из-за постоянных тёплых и сухих ветров, дующих в данной местности. Действовавшее первоначальное название поселения, однако, было неприемлемым для организуемого пункта почтовой связи и городок получил название Dubois в честь сенатора США от штата Айдахо
Фреда Дюбуа. В знак протеста против переименования местные жители намеренно исказили французское произношение фамилии сенатора, переиначив новое название своего города на «Дубойс» с ударением на первом слоге.
Первыми жителями данного района были группы индейцев племени горных шошонов, которые до этого ежегодно мигрировали по реке Уинд-Ривер через горы Йеллоустона в район Великих Равнин и обратно. В окружающих долинах Уинд-Ривер в течение многих сотен лет жили многочисленные группы племени, пока почти все они не были переселены в ближайшие индейские резервации, оставив после себя множество исторических памятников в виде различных петроглифов, охотничьих ловушек, наконечников стрел, каменных кругов вигвамов и др.
В 1742-43 годах на территории будущего поселения появились первые европейцы — французы Луис и Франсуа Верендраи, занимавшиеся охотой на диких животных. В последующие годы и вплоть до начала XIX века в долине Уинд-Ривер можно было встретить исследовательские экспедиции, а также многочисленных охотников и трапперов, первые же оседлые жители на месте основанного спустя несколько лет посёлка появились только в 1870-х годах.
В современное время значительную часть населения Дубойса представляют писатели, артисты, фотографы, музыканты и авторы песен, которые предпочитают жить в отдалённой местности посреди красивой природы. Ежегодно город проводит многочисленные культурно-массовые мероприятия, в числе которых входят национальная выставка предметов искусства, мастер-классы для начинающих авторов музыки в стиле «кантри», бега на собачьих упряжках и многие другие. В летние месяцы почти каждую неделю проводятся соревнования по кадрили и родео, в которых принимают участие как местные жители, так и приезжие из других населённых пунктов региона.

## Демография
По данным переписи населения 2000 года, в Дубойсе проживало 962 человека, 274 семьи, насчитывалось 451 домашнее хозяйство и 556 жилых домов. Средняя плотность населения составляла около 143 человека на один квадратный километр. Расовый состав Дубойса по данным переписи распределился следующим образом: 96,15 % белых, 0,10 % — чёрных или афроамериканцев, 1,25 % — коренных американцев, 0,31 % — азиатов, 1,87 % — представителей смешанных рас, 0,31 % — других народностей. Испаноговорящие составили 1,14 % от всех жителей города.
Из 451 домашних хозяйств в 22,6 % — воспитывали детей в возрасте до 18 лет, 49,4 % представляли собой совместно проживающие супружеские пары, в 8,4 % семей женщины проживали без мужей, 39,2 % не имели семей. 32,6 % от общего числа семей на момент переписи жили самостоятельно, при этом 8,9 % составили одинокие пожилые люди в возрасте 65 лет и старше. Средний размер домашнего хозяйства составил 2,13 человек, а средний размер семьи — 2,68 человек.
Население города по возрастному диапазону по данным переписи 2000 года распределилось следующим образом: 20,9 % — жители младше 18 лет, 5,1 % — между 18 и 24 годами, 25,9 % — от 25 до 44 лет, 29,6 % — от 45 до 64 лет и 18,5 % — в возрасте 65 лет и старше. Средний возраст жителей составил 44 года. На каждые 100 женщин в Дубойсе приходилось 99,2 мужчин, при этом на каждые сто женщин 18 лет и старше приходилось 100,8 мужчин также старше 18 лет.
Средний доход на одно домашнее хозяйство в городе составил 28 194 доллара США, а средний доход на одну семью — 33 409 долларов. При этом мужчины имели средний доход в 28 125 долларов США в год против 16 719 долларов среднегодового дохода у женщин. Доход на душу населения в городе составил 15 657 долларов в год. 9,9 % от всего числа семей в округе и 12,0 % от всей численности населения находилось на момент переписи населения за чертой бедности, при этом 13,8 % из них были моложе 18 лет и 3,7 % — в возрасте 65 лет и старше.